# Marina Klímova
Marina Klímova (en rus: Марина Климова) (Sverdlovsk, Unió Soviètica 1966) és una patinadora artística sobre gel russa, que va competir a la dècada del 1980 i principis de la dècada del 1990.

## Biografia
Va néixer el 28 de juliol de 1966 a la ciutat de Sverdlovsk, població situada en aquells moments a la Unió Soviètica i que és actualment Iekaterinburg, a Rússia. El 1984 es casà amb Sergei Ponomarenko, el seu company i parella en la modalitat de dansa. Van viure a Califòrnia i van tenir dos nens, Tim Ponomarenko, nascut el 1998, i Anthony Ponomarenko, nascut el 5 de gener del 2001 a San José de Califòrnia. En retirar-se s'instal·laren als Estats Units.

## Carrera esportiva
Conjuntament amb Ponomrenko inicià la seva carrera esportiva l'any 1982. Va participar en els Jocs Olímpics d'Hivern de 1984 realitzats a Sarajevo (RFS Iugoslàvia), on aconseguiren guanyar la medalla de bronze en la modalitat de dansa. En els Jocs Olímpics d'Hivern de 1988 realitzats a Calgary (Canadà) aconseguiren guanyar la medalla de plata. En els Jocs Olímpics d'Hivern de 1992 realitzats a Albertville (França), i en representació de l'Equip Unificat, aconseguiren guanyar la medalla d'or, convertint-se ens els primers patinadors de qualsevol disciplina en aconseguir els tres metalls. Quatre mesos abans de les olimpíades havien decidit prescindir dels serveis de l'entrenadora Natalia Dubova.
Al llarg de la seva carrera aconseguiren guanyar vuit medalles en el Campionat del Món de patinatge artístic, tres d'elles d'or (1989, 1991 i 1992). En el Campionat d'Europa de patinatge artístic aconseguiren guanyar també vuit medalles, quatre d'elles d'or (1989-1992). Així mateix aconseguiren guanyar quatre vegades el campionat nacional del seu país.
Klimova i Ponomarenko van començar a figurar al Saló de la Fama de les figures del patinatge el 2000. Ambdós han entrenat joves patinadors a San José de Califòrnia.